# Oileides
Oileides is een geslacht van vlinders van de familie dikkopjes (Hesperiidae), uit de onderfamilie Eudaminae.

## Soorten
- O. amazonensis (Bell, 1947)
- O. azines (Hewitson, 1867)
- O. fenestratus (Gmelin, 1788)
- O. vulpinus Hübner, 1820